# Cambuurstadion
Het Cambuurstadion is het voormalig stadion van de Nederlandse betaald voetbalclub SC Cambuur uit Leeuwarden. Het stadion is gesitueerd aan het Cambuurplein en maakt deel uit van Sportpark Cambuur. Het bestaat uit vier losse tribunes, die allemaal zijn voorzien van overdekte zitplaatsen. De capaciteit bedraagt 10.000 zitplaatsen.
Wegens een dreigend faillissement dat SC Cambuur boven het hoofd hing is het stadion als onderpand gebruikt voor de zogenaamde ´Old Boys´ die in ruil daarvoor garant gingen staan voor de schuld. Bij verkoop van het stadion wordt de schuld ingelost.

## Geschiedenis

### Beginjaren
Het stadion dateert van 1936. Op 12 september 1936 werd het Gemeentelijk Sportpark Cambuur officieel in gebruik genomen. Op dat moment was er op de sportvelden en parkeerfaciliteiten na, alleen een hoofdtribune. In 1949 komen daar drie onoverdekte staantribunes bij, waarmee de capaciteit van het stadion toenam tot 14.000 toeschouwers. In 1961 werd de lichtinstallatie in gebruik genomen, een unicum voor die tijd; PSV was daarom de tegenstander van Leeuwarden in een openingswedstrijd.

### Modernere tijden
In 1980 werden er twee overdekte tribunes gebouwd. De onoverdekte staantribune aan de zuidzijde – korte zijde – aan de Insulindestraat werd vervangen door een overdekte staantribune. Deze is sinds die dag beter bekend als de Zuid-tribune. De onoverdekte staantribune aan de oostzijde -lange zijde- werd vervangen door een overdekte zittribune. Deze wordt sindsdien de Oost-tribune genoemd. Van het oorspronkelijke stadion is dan alleen nog de hoofdtribune bewaard gebleven. Deze is in 1995 vervangen door een nieuwe overdekte zittribune, die vanaf die dag beter bekendstaat als West-tribune. Daarnaast is de onoverdekte staantribune aan de noordzijde (aan de voormalige Marathonstraat) vervangen door een overdekte zittribune. Vanaf 1995 zijn er geen ingrijpende wijzigingen geweest aan het Cambuurstadion. Het stadion heeft op dat moment een capaciteit voor 13.500 supporters.

### Huidige situatie
Tussen 2003 en 2006 zijn gefaseerd de rode en witte stoeltjes op de West- en Noordtribune vervangen door gele en blauwe stoeltjes. Jarenlang voetbalde Cambuur op een echt grasveld. In de loop der jaren liep de kwaliteit van het gras terug. De club probeerde dit probleem te verhelpen door een nieuw drainagesysteem aan te leggen. Toch werd er in 2005 voor gekozen om kunstgras aan te leggen. Het kunstgras heeft Cambuur echter niet gebracht waar op gehoopt werd en na klachten van spelers en problemen met de kwaliteit werd in 2008 besloten om het kunstgras weer te vervangen door 'regulier' gras. Vanaf de start van seizoen 2008/09 speelt Cambuur weer op een gewone grasmat.
In de zomer van 2009 werd het uitvak verplaatst van de Noord- naar de Oost-tribune, waarmee per 7 augustus 2009 het aantal permanente zitplaatsen op 10.400 komt. Tijdens de play-off wedstrijden in het seizoen 2008/09 speelde Cambuur viermaal in twee weken tijd voor een stijf uitverkocht stadion. Ook koos de club ervoor om een noodtribunetje voor de West-tribune te zetten waardoor de capaciteit tijdelijk op 10.500 plaatsen kwam.
Nadat Cambuur promoveerde in het seizoen 2012–2013 moest het stadion aan strengere eisen voldoen voor deelname aan de Eredivisie. Hierom werd er wederom een kunstgrasmat aangelegd. Daarnaast is het uitvak vergroot door een ander vak erbij te betrekken en is het uitvak beschermd met plexiglas. Naast het stadion is er voor de uitsupporters een beschermde parkeerplaats voor bussen gekomen zodat de supportersstromen gescheiden blijven.

### Nieuwbouw
In november 2013 presenteerde Cambuur plannen aan de gemeente Leeuwarden voor de bouw van een nieuw stadion, achter de WTC Expo, dat plaats moest gaan bieden aan 15.000 toeschouwers. In 2017 stemde de gemeenteraad in met de bouw van het nieuwe stadion, waarvan de bouw in de zomer van 2022 begon. Het stadion zou in de zomer van 2024 gereed zijn, echter was dit nog niet het geval. Ondanks dat het stadion nog niet volledig af was, speelde SC Cambuur op 18 augustus 2024 de eerste wedstrijd tegen Helmond Sport (0–1) in het nieuwe stadion.

## Interlands
| Nr. | Datum           | Wedstrijd                     | Uitslag | Competitie        |
| --- | --------------- | ----------------------------- | ------- | ----------------- |
| 1.  | 19 oktober 1966 | Nederland (onder 23) – Israël | 4 – 1   | Vriendschappelijk |

Bijgewerkt t/m 31 augustus 2015